# Györgyi Marvalics-Székely
Györgyi Marvalics-Székely (ur. 1 grudnia 1924 w Nagykanizsa, zm. 18 lipca 2002 w Budapeszcie) – węgierska florecistka.
Na igrzyskach olimpijskich w Rzymie w 1960 roku Węgierki w składzie: Ildikó Rejtő, Györgyi Marvalics-Székely, Magdolna Nyári-Kovács, Katalin Juhász i Lídia Dömölky-Sákovics zdobyły drużynowo srebrny medal, przegrywając w finale z reprezentacją ZSRR. W turnieju indywidualnym nie wystąpiła. Był to jej jedyny start olimpijski.
Wspólnie z Katalin Juhász, Magdolną Nyári-Kovács, Ildikó Rejtő, Lídią Dömölky-Sákovics i Györgyi Marvalics-Székely wywalczyła także złoty medal drużynowo na mistrzostwach świata w Budapeszcie (1959) roku. W tej samej konkurencji była trzecia podczas rozgrywanych trzy lata wcześniej mistrzostw świata w Londynie.
Jej wuj, Kálmán Marvalits, był dyskobolem.